# Międzyrzecki Rejon Umocniony

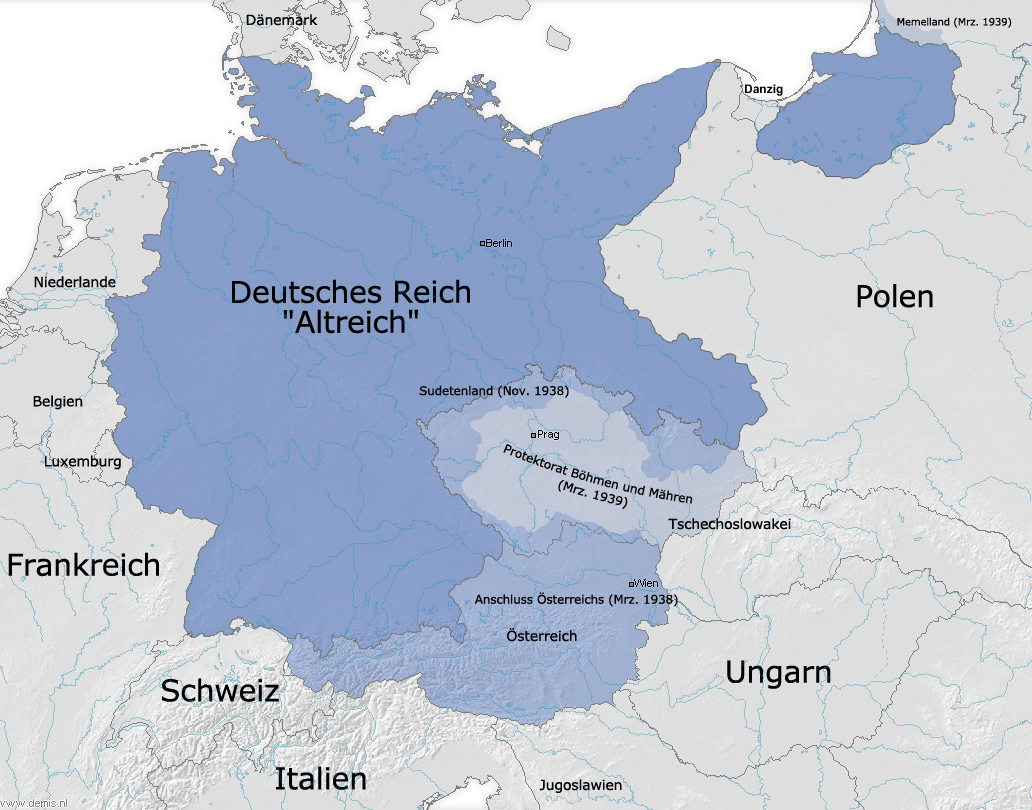
Granica polsko-niemiecka (wschodnia granica III Rzeszy) w 1939 r.

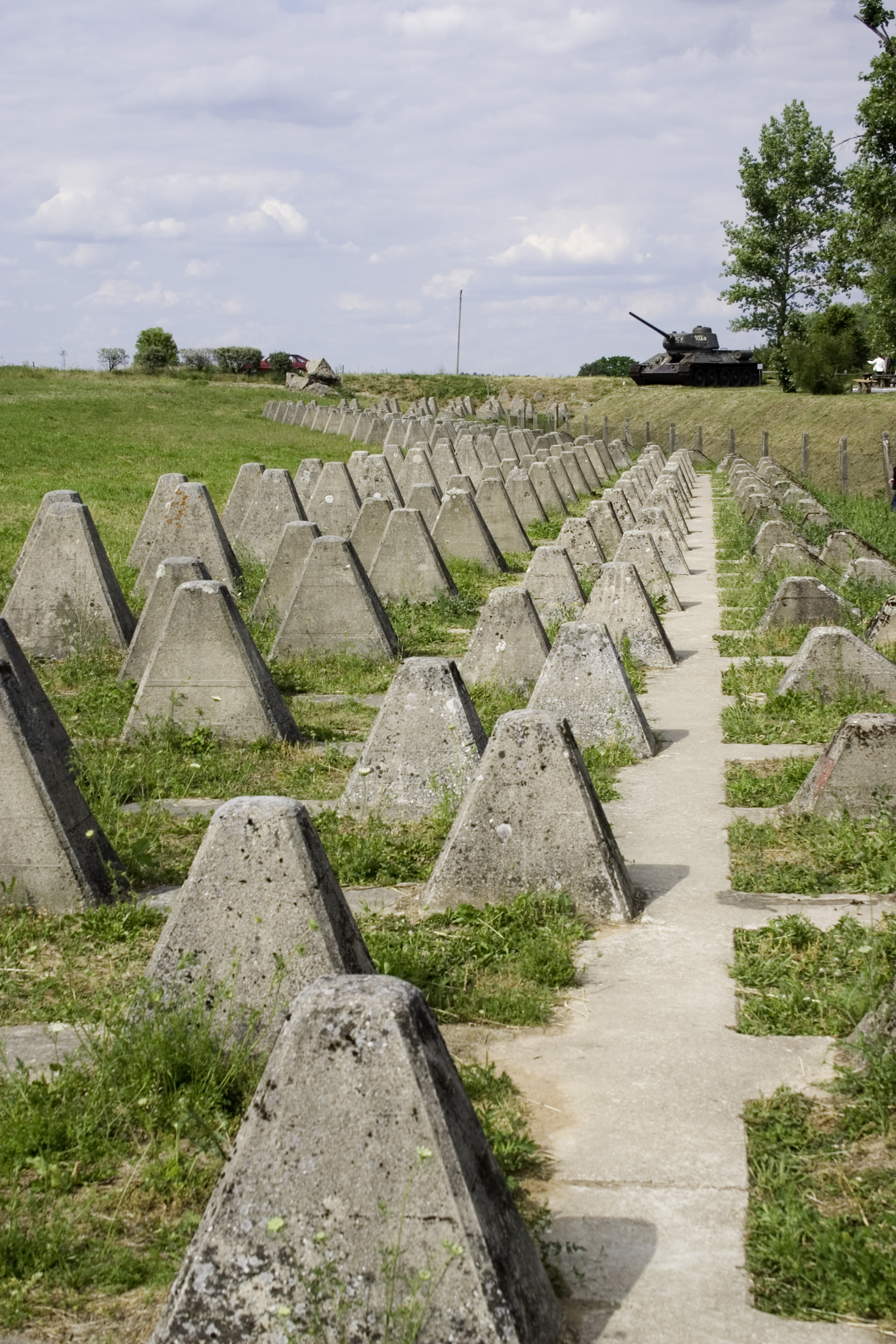
Zęby smoka w MRU

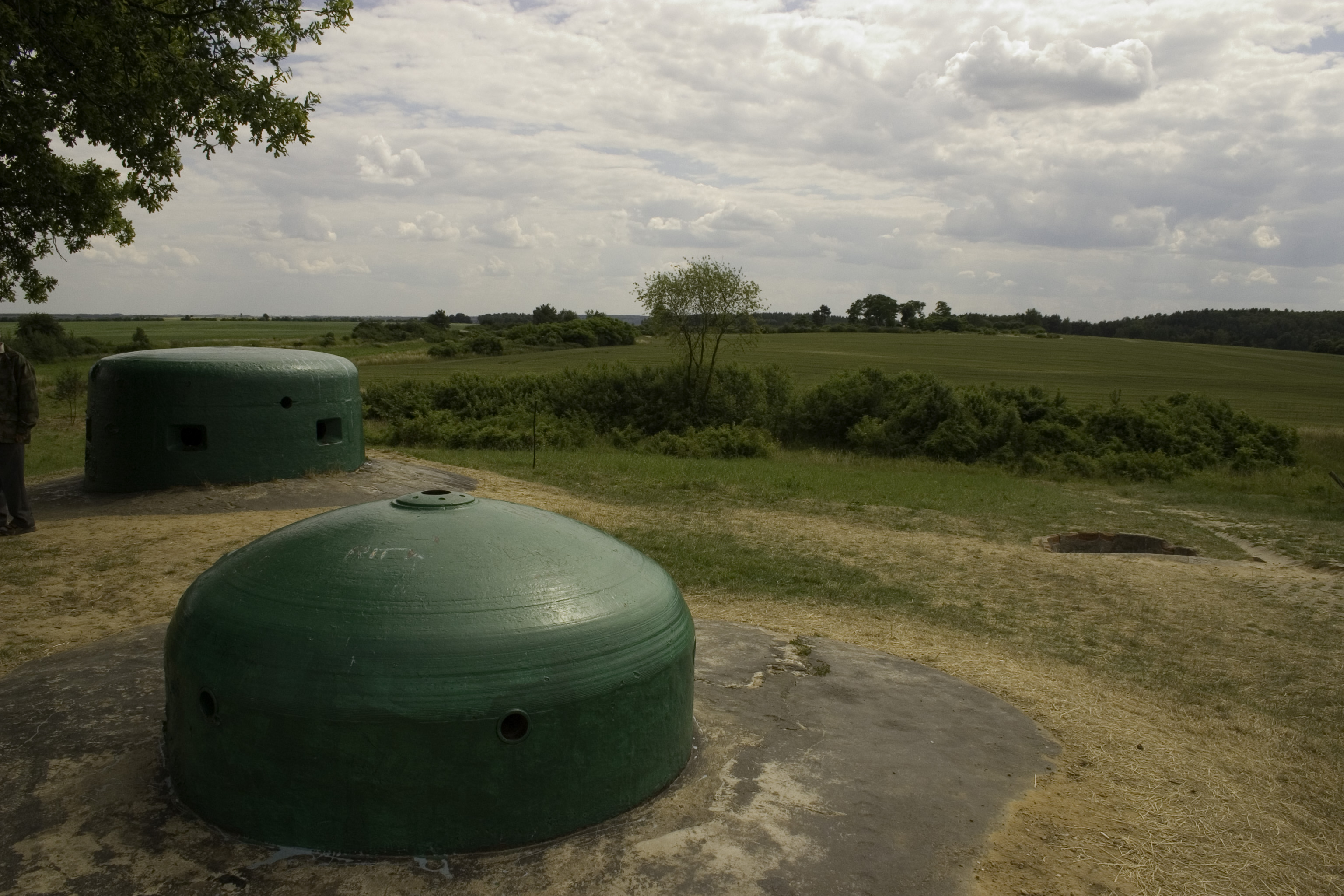
Kopuły pancerne

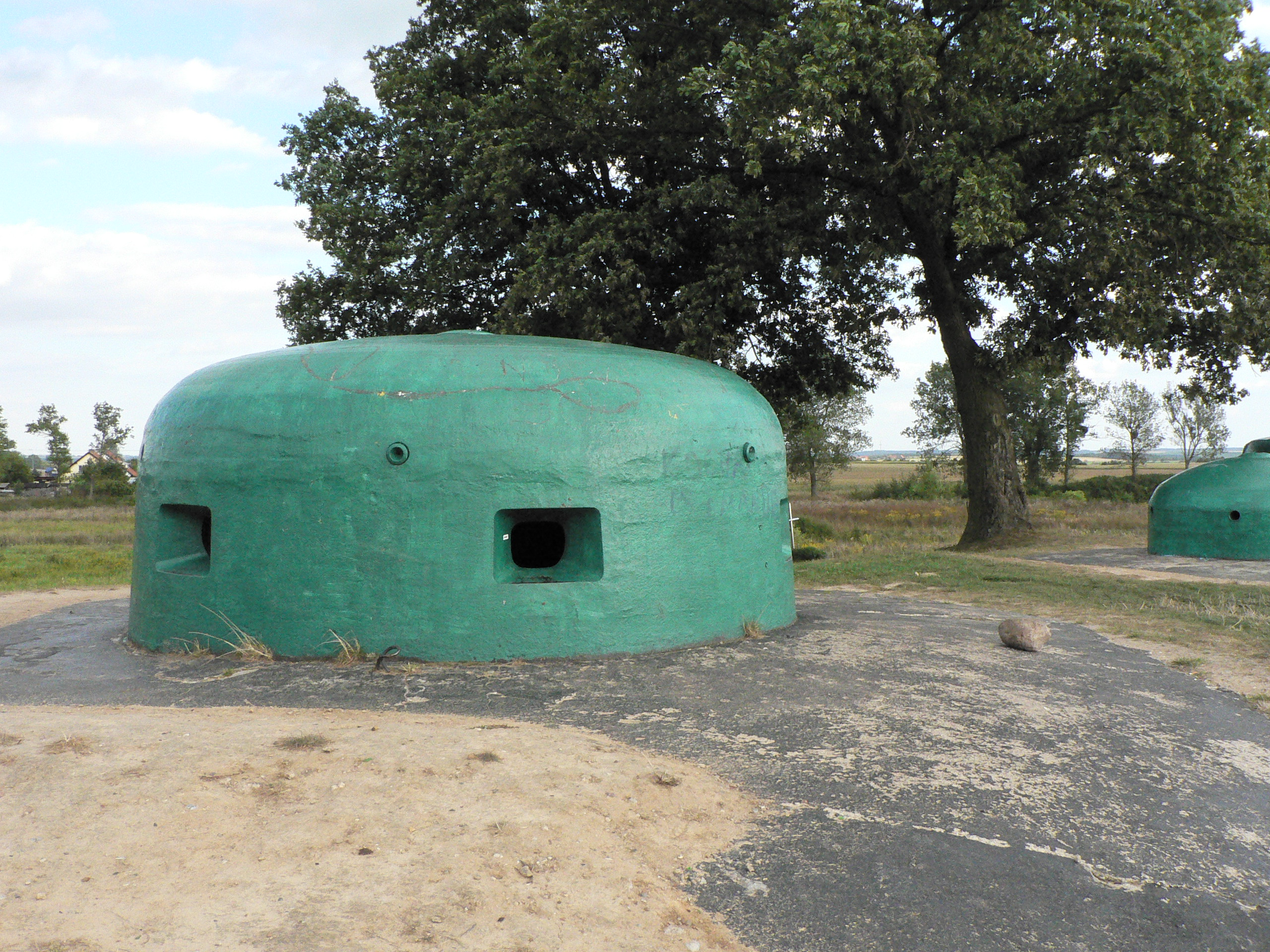
Kopuła pancerna typu 20P7 dla dwóch karabinów maszynowych

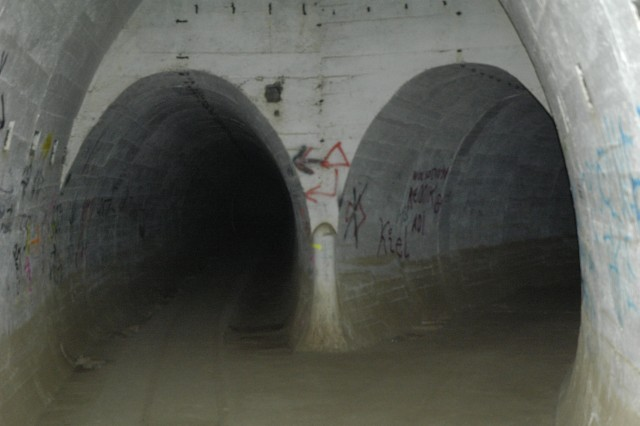
System podziemny

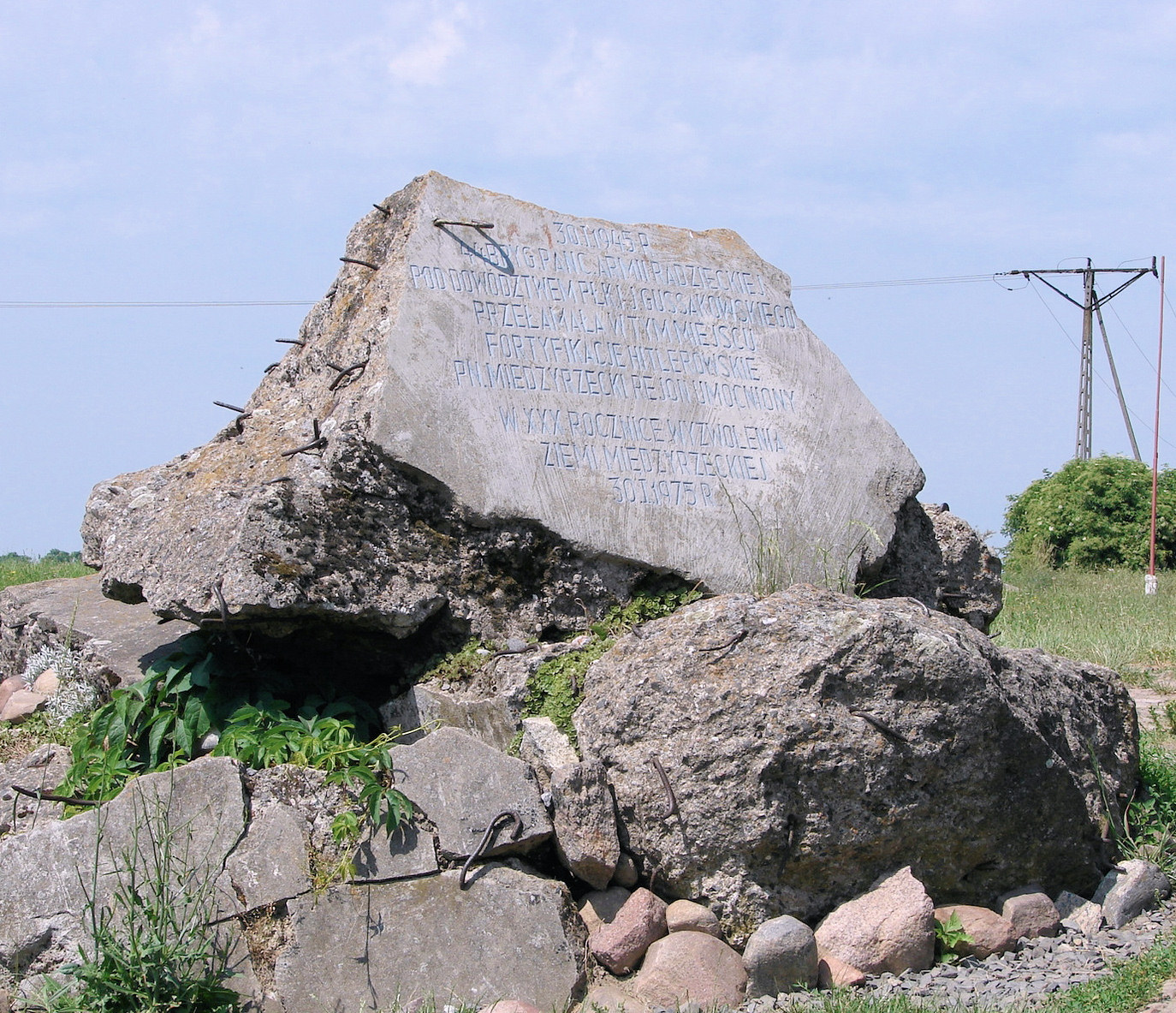
Tablica upamiętniająca zdobycie fortyfikacji przez Armię Radziecką

Międzyrzecki Rejon Umocniony, w skrócie MRU (niem. Ostwall lub Festungsfront im Oder-Warthe Bogen (FFOWB, OWB) – tłum. Umocniony Łuk Odry i Warty lub Front Ufortyfikowany Łuku Odry-Warty) – system umocnień wybudowany przez Niemców w latach 1934–1944 dla ochrony wschodniej granicy Rzeszy (Bramy Lubuskiej i przedmościa odrzańskiego), zlokalizowany w obecnym województwie lubuskim, nieopodal Międzyrzecza.
MRU składa się z trzech odcinków, różniących się pod względem charakterystyki geograficznej otoczenia i nasyceniem obiektami fortyfikacyjnymi. Odcinek północny opiera się o rzekę Wartę pod Gorzowem Wielkopolskim, gdzie styka się z południową flanką Wału Pomorskiego a kończy w okolicach wsi Kursko i Pieski w gminie Międzyrzecz. Odcinek centralny, najsilniej ufortyfikowany, ciągnie się od Kurska przez Kęszycę, Pniewo do Boryszyna. Odcinek południowy przebiega od Lubrzy do Odry, łącząc umocnienia MRU z Linią Środkowej Odry, prowadzącą dalej na południe.
Od wschodu, na przedpolu MRU wzniesiono Pozycję Trzcielską, chroniącą główną linię fortyfikacji przed atakiem z marszu.
Międzyrzecki Rejon Umocniony to jedne z największych podziemi fortyfikacyjnych świata. Podziemia odcinka centralnego MRU są obecnie rezerwatem nietoperzy, w którym zimuje ponad 30 tys. osobników należących do 12 gatunków nietoperzy. Łączną długość podziemnych korytarzy szacuje się na około 32–35 km.

## Historia
Wbrew zakazowi traktatu wersalskiego Niemcy rozpoczęli w 1927 r. przygotowania do umocnienia swojej wschodniej granicy. Wszystkie działania utajniono, żeby uniknąć interwencji aliantów. Budowa umocnień Międzyrzeckiego Rejonu Umocnionego przebiegała etapami od 1934 r. W latach 1934–1935 wzniesiono w ramach tzw. linii Nischlitz-Obra (Niesłysz-Obra) pierwsze, lekkie umocnienia, składające się z 12 schronów dla karabinów maszynowych z ukryciem dla armaty przeciwpancernej, tzw. Hindenburg-stand. Podjęto też zakrojone na szeroką skalę prace hydrotechniczne – budowę jazów, zapór i mostów zwodzonych. Przystąpiono do budowy dziewięciu tam i sześciu mostów przesuwnych w Bródkach, Przetocznicy koło Ciborza i trzy w Ołoboku. Otrzymały one numerację zaczynającą się od cyfry 6 (prace trwały do przełomu lat 1938/1939, a przerwano je po zbudowaniu mostu 622 za Bródkami). W 1935 r. pozycję uzupełniono o dalsze 13 schronów, wyposażonych w kopuły pancerne. W tym czasie trwały prace nad przygotowaniem koncepcji tzw. frontu ufortyfikowanego, którego realizację rozpoczęto w 1936 r. Największe nagromadzenie ciężkich fortyfikacji zaplanowano na centralnym odcinku (odcinek Wysoka) Łuku Odry-Warty, pozbawionym przeszkód wodnych. Zamierzano zbudować na 16-kilometrowym odcinku 107 ciężkich schronów bojowych, tzw. panzerwerke, łącznie z najpotężniejszymi, o standardzie „A” – o stropach grubości 3,5 m i pancerzach o grubości 600 mm. Obiekty planowano wyposażyć w karabiny maszynowe, granatniki automatyczne, miotacze ognia, broń przeciwpancerną i artylerię. Artyleria dalekonośna miała być zgrupowana w bateriach pancernych i posiadać donośność 20 000 m dla armaty 105 mm i 15 500 m dla haubicy 149,1 mm. Obiekty w centralnej części ciągłego Frontu Ufortyfikowanego miały być połączone ze sobą nie tylko w ramach grup warownych, ale również pomiędzy grupami ciągnąć się miała podziemna droga rokadowa, tzw. Główna Droga Ruchu. W przypadku realizacji całości założenia byłaby to najpotężniejsza i najnowocześniejsza linia umocniona świata.
Odcinki północny i południowy miały opierać się o przeszkody wodne. Dla ich maksymalnego wykorzystania zbudowano szereg obiektów hydrotechnicznych. Oprócz kilku grup warownych nie zrealizowano planowanych kompleksów podziemnych.
Założenia niemieckie pozwalały na stopniowe uzupełnianie linii o nowe obiekty, a także rozszerzanie istniejących schronów. Budowę zasadniczego Frontu rozpoczęto od budowy schronów o odporności „B”. Na centralnym odcinku połączono je systemem podziemnych tuneli. Schrony miały być w miarę postępu prac uzupełnione o wieże bądź kazamaty z artylerią przeciwpancerną. Początkowo planowano wykorzystanie armat kalibru 37 mm, następnie rozpoczęto prace nad działami 50 mm. Na centralnym odcinku, pozbawionym przeszkód wodnych, wzniesiono ciągłą zaporę przeciwpancerną, tzw. zęby smoka. Prócz głównego, ciągłego systemu odcinka centralnego Frontu Ufortyfikowanego, zbudowano mniejsze grupy warowne, spośród których największą była Grupa warowna „Ludendorff”, położona w zakolu rzeki Obry.
Do 1938 r. wykonano większą część głównego systemu podziemnego na centralnym odcinku i system zapór hydrotechnicznych na północy i południu. Szkielet fortyfikacji stanowiły 83 schrony, obdarzone propagandową nazwą Panzerwerków, o standardzie „B” i „B1”. Zaawansowane były prace nad jednym kompleksem schronu o odporności „A” (A-8) oraz baterią pancerną nr 5. Zainstalowano pierwszą, eksperymentalną kazamatę z armatą przeciwpancerną kalibru 37 mm. Znajdowała się ona w grupie „Ludendorff”.
W maju 1938 r. budowę umocnień wstrzymano na rozkaz Hitlera, który wcześniej kilkakrotnie je wizytował (m.in. 30 października 1935), będąc niezadowolonym z postępu prac. Fortyfikacji nigdy nie zrealizowano zgodnie z pierwotnymi planami. W ramach doprowadzenia do gotowości bojowej uzupełniono pozycje o kilkanaście schronów o odporności „B1”. Powstały system był poprzez wyposażenie w nowoczesne uzbrojenie – karabiny maszynowe, granatniki i miotacze ognia – umocnieniem bardzo potężnym. Jego mankamentem był jednak brak broni przeciwpancernej oraz artylerii.
Od 1943 r. podziemia centralnego odcinka O.W.B. wykorzystywane były jako podziemna fabryka. Montowano tutaj silniki lotnicze.
W połowie 1944 r. przystąpiono do przygotowania umocnień do obrony. W pierwszej kolejności wzniesiono fortyfikacje polowe oraz lekkie schrony typu Ringstand 58c, których zbudowano 200-300. Zabrakło czasu na podjęcie na nowo rozbudowy pozycji o cięższe schrony. Sztab niemiecki zwrócił uwagę na brak broni przeciwpancernej. Planowano uzupełnienie pozycji o kazamaty dla czeskich armat kalibru 47 mm. Doświadczalnie wzniesiono taki schron na terenie grupy „Ludendorff”. Na budowę następnych zabrakło czasu.
W styczniu 1945 r. umocnienia były obsadzone przez bardzo nieliczne załogi. Mimo dobrego wyposażenia schronów, brak broni przeciwpancernej i ogólna dezorientacja panująca w szeregach niemieckich po rozpoczęciu styczniowej ofensywy wojsk radzieckich zadecydowały o względnie szybkim przełamaniu pozycji. Walki trwały w dniach 29–31 stycznia 1945. Te trzy dni w znaczący sposób opóźniły jednak marsz radziecki i przyczyniły się do utrzymania przez Niemców linii Odry.
Po wojnie fortyfikacje zajmowały przejściowo wojska radzieckie i polskie. Wiele obiektów zostało wysadzonych dla pozyskania materiału, przede wszystkim cennej stali pancernej. Następnie opuszczone stały się celem szabrowników. W latach 80. XX wieku istniały plany umieszczenia w podziemiach centralnego odcinka magazynu odpadów radioaktywnych. Obecnie większość obiektów północnego i południowego skrzydła O.W.B. jest opuszczona. Zwiedzanie możliwe jest przez cały rok tylko z przewodnikiem, lecz w okresie zimowania nietoperzy (od listopada do marca) dla odwiedzających dostępny jest tylko obiekt Pz.W. 717 z jednym korytarzem.

## Struktura
Schrony bojowe wzniesione zostały na całej, około 80-kilometrowej długości linii Frontu. Ich największe nagromadzenie znajdowało się na centralnym odcinku oraz w zamykających ważne strategicznie kierunki grupach warownych (Werkgruppe). Na grupy warowne podzielono również większość połączonych systemem podziemnym schronów odcinka centralnego. Grupy warowne Frontu to:
Odcinek północny:
1. Grupa warowna „Ludendorff” (Werkgruppe „Ludendorff”) – 6 schronów.
2. Grupa warowna „Roon” (Werkgruppe „Roon”) – 1 duży schron z dwiema wieżami odosobnionymi.
3. Grupa warowna „Moltke” (Werkgruppe „Moltke”) – 1 duży schron z dwiema wieżami odosobnionymi.
Odcinek centralny („Wysoka”):
4. Grupa warowna „Schill” (Werkgruppe „Schill”) – 2 schrony.
5. Grupa warowna „Nettelbeck” (Werkgruppe „Nettelbeck”) – 3 schrony bez komunikacji podziemnej.
Grupy 6-11 są częścią ciągłego Frontu Ufortyfikowanego i połączone systemem podziemnym.
6. Grupa warowna „Lützow” (Werkgruppe „Lützow”)
7. Grupa warowna „Yorck” (Werkgruppe „Yorck”)
8. Grupa warowna „Gneisenau” (Werkgruppe „Gneisenau”)
9. Grupa warowna „Scharnhorst” (Werkgruppe „Scharnhorst”)
10. Grupa warowna „Friesen” (Werkgruppe „Friesen”)
11. Grupa warowna „Jahn” (Werkgruppe „Jahn”)
12. Grupa warowna „Körner” (Werkgruppe „Körner”) – 3 schrony bez komunikacji podziemnej.
Odcinek południowy:
13. Grupa warowna „Lietzmann” (Werkgruppe „Lietzmann”) – 4 schrony bez komunikacji podziemnej.
Schrony nie należące do grup warownych rozmieszczone były wzdłuż całej linii, zamykając kierunki natarcia i osłaniając przeszkody hydrotechniczne. Kilka obiektów, zarówno stanowisk dla karabinów maszynowych pochodzących z lat 1935–1936, jak i późniejszych Panzerwerków tworzyły drugą linię obrony na odcinku „Wysoka”.

## Zwiedzanie
Część obiektów jest udostępnionych do zwiedzania. Największą atrakcję stanowi kompleks podziemny. Jeden z podziemnych odcinków turystycznych znajduje się w Pniewie w gminie Międzyrzecz (dawny PGR Kaława). Przygotowano tam dwie trasy: długą (o długości 3 km) i krótką (liczącą 1,5 km). Możliwe są również warianty na życzenie oraz liczne trasy naziemne. W Pniewie znajduje się ponadto skansen sprzętu wojskowego, sala wystawowa, w której zgromadzono liczne eksponaty związane z historią i przyrodą MRU, a od lipca 2005 działa podziemna drezyna.
Inna podziemna trasa zaczyna się na tzw. Pętli Boryszyńskiej koło Boryszyna i także posiada kilka wariantów, zależnie od możliwości zwiedzających, nawet do 5 km. Dostępne są również warianty do kilkunastu kilometrów, wytyczone poza trasą standardową.
Dla wygody poruszania się po podziemnych i nieoświetlonych korytarzach dobrze mieć ze sobą dobrą latarkę. W podziemiach panuje stała całoroczna temperatura +10 do +12 °C. Zwiedzanie podziemi odbywa się z przewodnikiem, za opłatą.
Na terenie Rejonu organizowane są Zloty Pojazdów Militarnych.

## Nietoperze
Od 1999 r. w podziemiach centralnego odcinka MRU prowadzone jest liczenie nietoperzy. W badaniach uczestniczą chiropterolodzy z Uniwersytetu Przyrodniczego we Wrocławiu oraz z Centrum Obrączkowania Nietoperzy w Dreźnie. W wyniku akcji doliczono się do około 30 tys. osobników należących do 12 gatunków. W celu ochrony tego stanowiska występowania nietoperzy powstał rezerwat przyrody Nietoperek.

## Zabytki
Do wojewódzkiego rejestru zabytków wpisane są:
- centralny odcinek z lat 1934–1945
- 58 dzieł pancernych i innych obiektów bojowych
- zespół podziemnych korytarzy łącznikowych
- system zapór przeciwpancernych – „zęby smoka”, usytuowanych na obszarze gmin:
  - Międzyrzecz, powiat międzyrzecki
  - Lubrza, powiat świebodziński
  - Świebodzin, powiat świebodziński.